# Girólamo de Ventimiglia

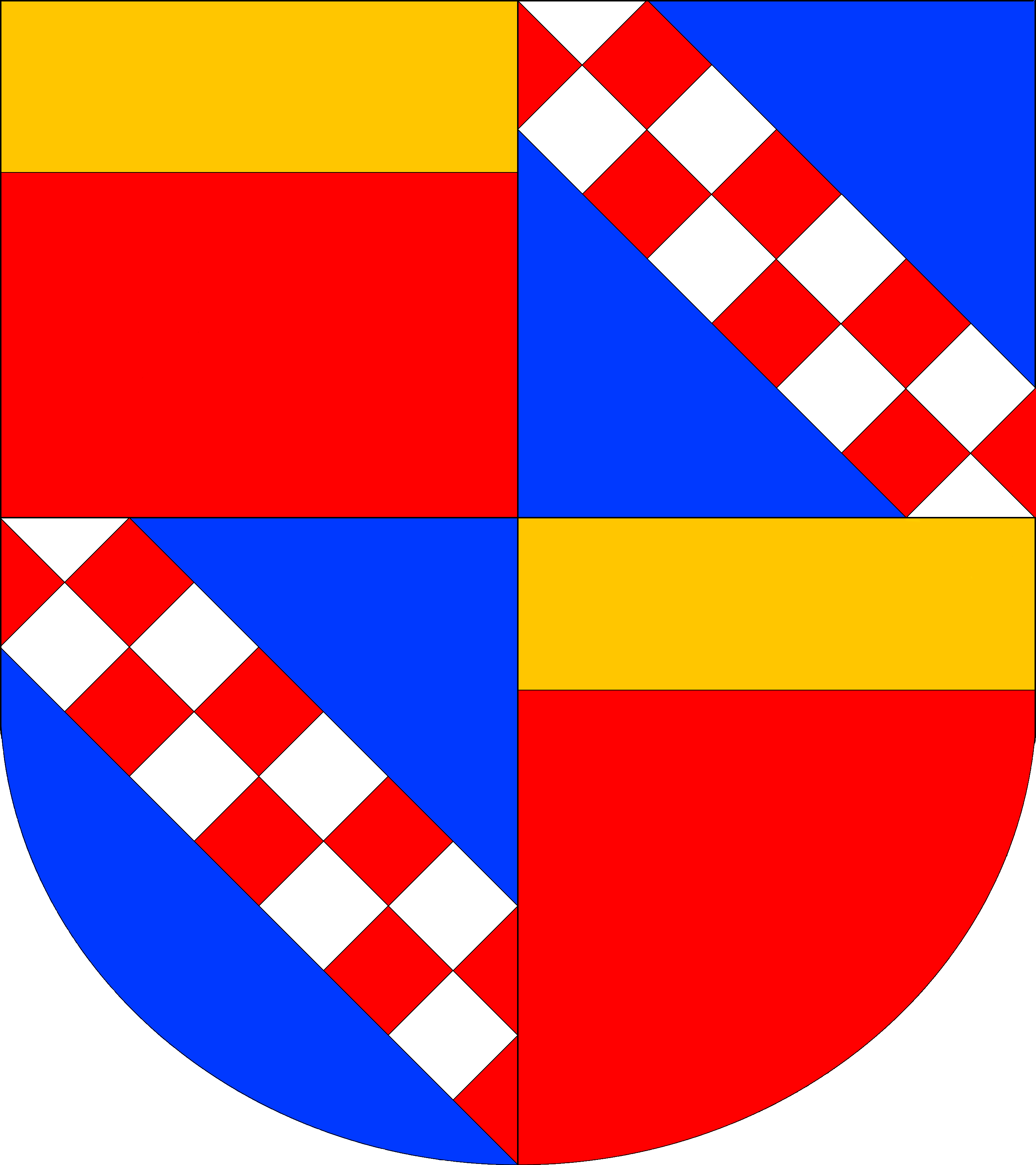
Escudo de armas del marqués de Irache: casa de Ventimiglia combinado con la casa de Altavilla, desde 1433.

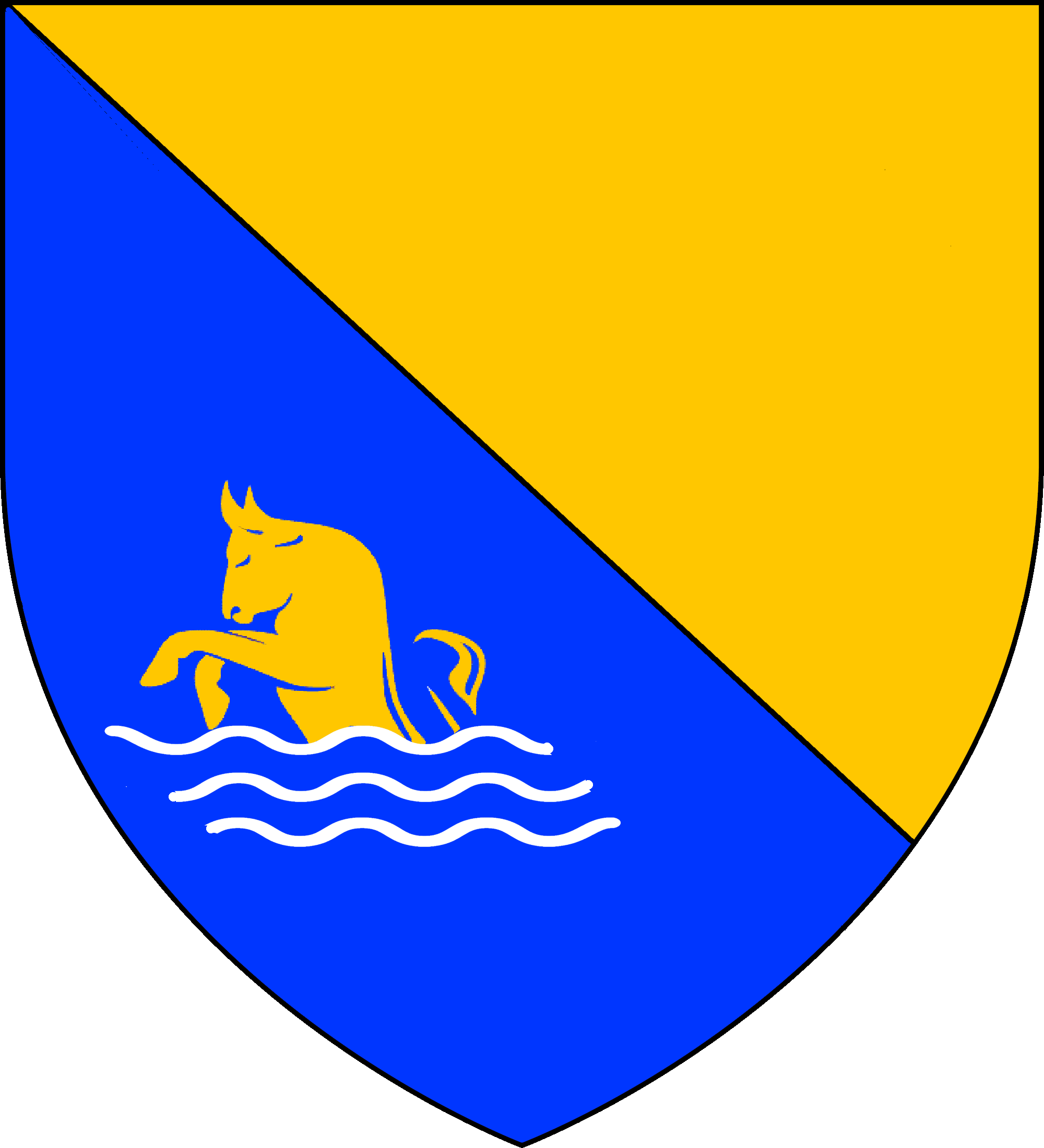
Casa de Corvino, marqueses de Mezzojuso.

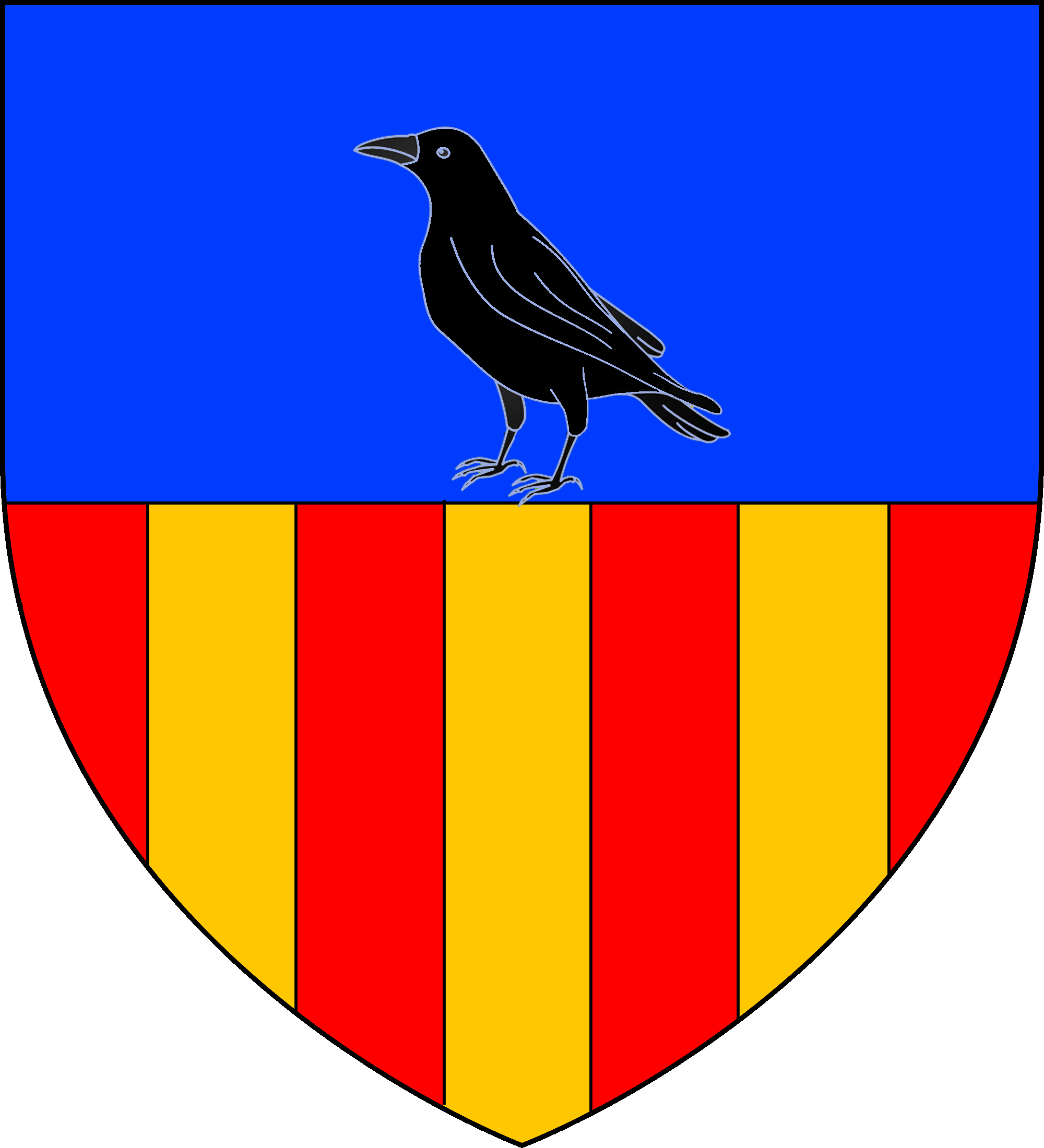
Casa de Groppo, príncipes de Belmontino.

Girólamo de Ventimiglia del Carreto (+1707), fue un noble siciliano de la casa de Ventimiglia, hermano de Giovanni IV de Ventimiglia y por lo tanto hijo de Francesco III de Ventimiglia y de su 4ª esposa, doña Dorotea del Carreto Ventimiglia

## Títulos
- XVI marqués de Irache.[2]
- XXX conde de Geraci.
- I duque de Ventimiglia
- IX príncipe de Castelbuono.
- Barón de Castellammare del Golfo, de Pollina e San Mauro.

## Biografía
El 4 de abril del año de 1702 en la ciudad de Palermo Gerónimo de Ventimiglia, en su condición de jefe de toda la familia Ventimiglia, esparcida por todos los reinos y partes de Europa, concede el permiso oportuno a su pariente Diego de Ventimiglia, marqués de Crópani, conde del Peñón de la Vega, general de los ejércitos de Flandes y gobernador de la villa y fortaleza de Charleroi, quien se encontraba ausente en este acto de cesión, para que pudiera solicitar a Felipe V, el título de príncipe sobre una de las tres tierras de vasallaje (Santo Mauro, Pollina o Milar) que él quisiera.
Se conserva en la Universidad de Pollina una maza baronal de plata, donada por Girólamo Ventimiglia y realizada entre 1703 y 1704 por un platero que firma su obra con las iniciales P.G. (muy posiblemente se trata del artista Pietro Carlotta, que realizó trabajos por la zona en aquella época). Esta maza, tiene grabado el blasón de los Ventimiglia y la leyenda ‘ONIVERSITAS TERRE POLLINE 1704 COMES HIERONYMUS DEI GRATIA COMES MARCHIO HIERACIS’.
En el Altar de San Gaetano, capilla lateral de la basílica de San Giuseppe de Palermo, están los respectivos escudos de armas del matrimonio, Girólamo de Ventimiglia y Giovanna Corvino Groppo.

## Matrimonio y descendencia
Casó Girólamo de Ventimiglia Spadafora con Giovanna Corvino Groppo, hija de Melchiore Corvino e Afflitto (hijo a su vez de Mariano Corvino y de María de Afflitto) y de su esposa Ninfa Groppo e Mancuso con descendencia:
- Francesco V de Ventimiglia Corvino, XVII marqués de Irache, príncipe de Belmontino, que sigue.
- Giuseppe Ventimiglia Corvino, marqués de Mezzojuso (pero la investidura, por donación o cualquier otro motivo, pasó a Francesca Corvino Groppo, última hija de Melchiorre Corvino y hermana pequeña de Giovanna Corvino Groppo).[7]

## Línea de sucesión en elmarquesado de Irache
| Predecesor: Luigi Ruggero I de Ventimiglia Marchese | Casa de Ventimiglia | Sucesor: Francesco V de Ventimiglia Corvino |